# Chloe Moriondo

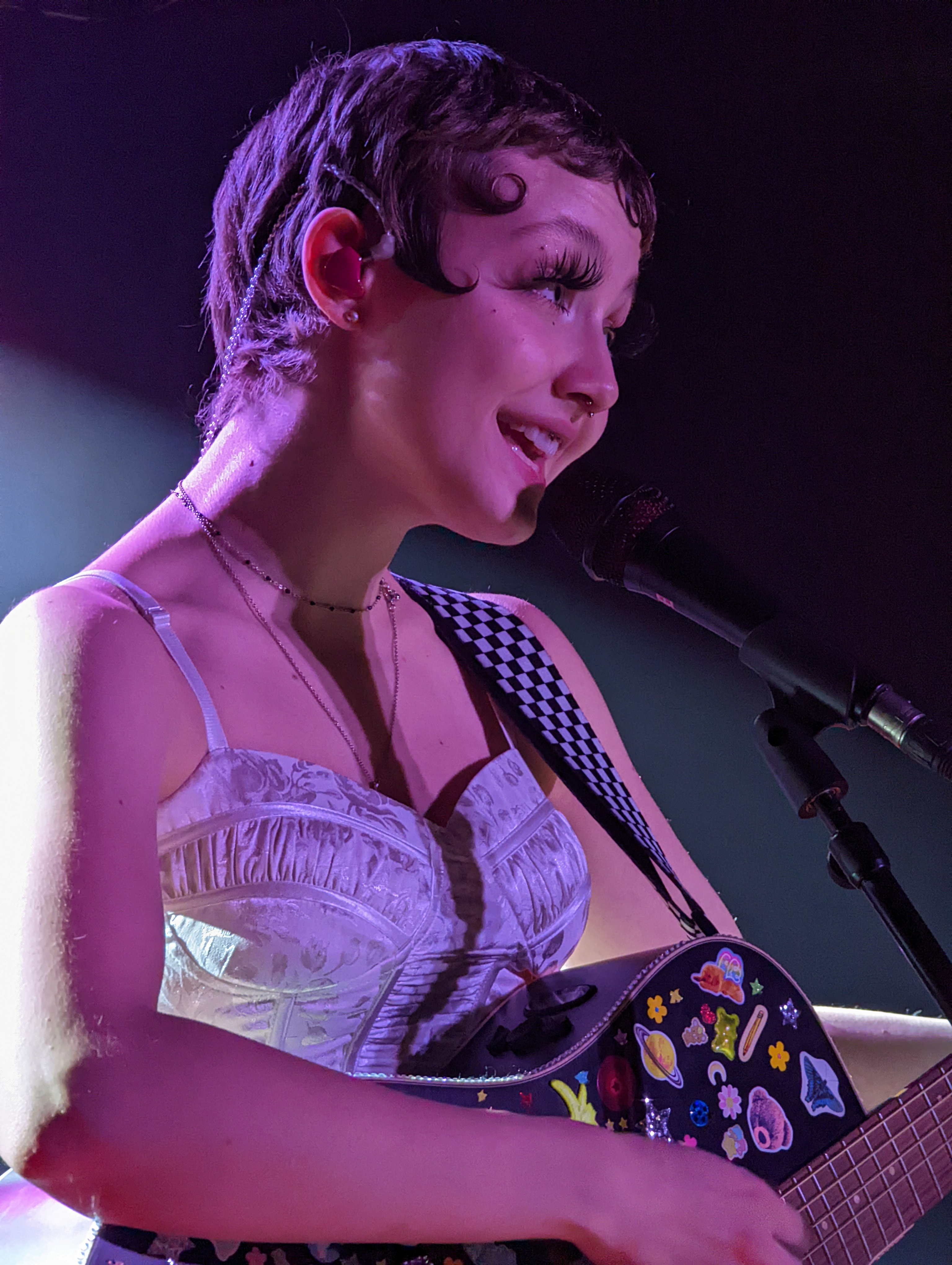
Chloe Moriondo (2022)

Chloe Moriondo (* 29. September 2002 in Detroit, Michigan) ist eine  nichtbinäre US-amerikanische Singer-Songwriterin und Youtuberin.

## Karriere
Chloe Moriondo begann 2014 im Alter von 13 Jahren, Videos von sich selbst auf ihrem YouTube-Kanal zu veröffentlichen; sie singt und spielt Ukulele und baute innerhalb kurzer Zeit eine große Fangemeinde auf. Ihre ersten Videos waren Covers von Liedern anderer Künstler, darunter Radiohead, Edith Piaf, Rex Orange County und anderer. Diese Videos erreichten bereits 2014 eine größere Reichweite. Mitte 2022 hat ihr YouTube-Kanal mehr als 3 Mio. Abonnenten; ihre Videos erzielten insgesamt über 130 Millionen Klicks. Ihr YouTube-Kanal wurde mit zwei „Creator Awards“ ausgezeichnet (für 100.000 und für 1.000.000 Abonnenten).
Nachdem sie immer wieder neben ihren Coversongs auch eigene Lieder auf Youtube hochgeladen hatte, erschien 2018 ihr selbst veröffentlichtes Debütalbum Rabbit hearted. Es folgte eine Tournee durch die USA und Europa mit Cavetown sowie im Jahr 2019 ein Vertrag mit Fueled by Ramen. Der New Musical Express nahm sie 2019 in seine Liste Essential Emerging Artists for 2021 auf („YouTuberin, die zur Bedroom-Pop-Revolutionärin wurde“). 2020 erschien ihre EP Spirit Orb bei Elektra Records. Ihr zweites Album Blood Bunny erschien 2021 bei Fueled by Ramen.
 Persönliches
Moriondo identifiziert sich als nichtbinär und verwendet weibliche sowie geschlechtsneutrale Pronomen (she/they).

## Diskografie
- 2018: Rabbit hearted (Album)
- 2020: Spirit Orb (EP)
- 2021: Blood Bunny (Album)
- 2022: Suckerpunch (Album)